# Castello (araldica)
Castello è un termine utilizzato nell'araldica italiana per indicare «un forte di forma quadra, merlato alla guelfa, munito di due torri, ognuna con tre merli. Le modificazioni si devono blasonare.»
Il castello simboleggia la virtù forte ed è segno di nobiltà antica e di podestà feudale.

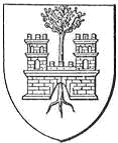
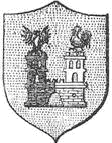
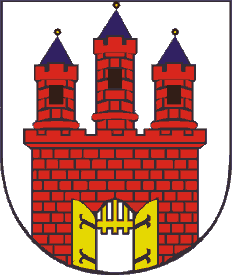
Castello aperto e con saracinesca (Gransee, Germania)
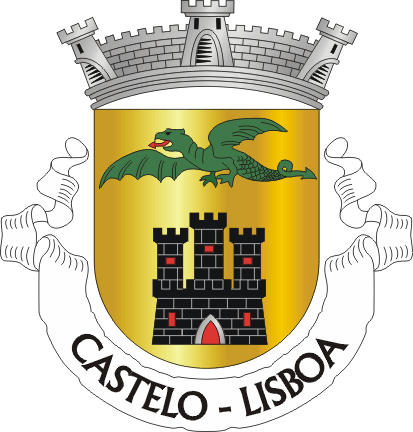
Castello aperto e finestrato di rosso (Castelo (Lisbona), Portogallo)
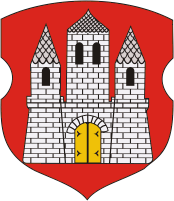
Castello chiuso d'oro (Ulla, Bielorussia)
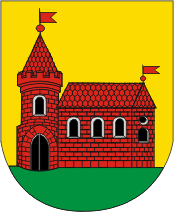
Castello banderuolato (Distretto di Hlusk, Bielorussia)
Castello munito di tre torri (Ginosa)
Castello con torre centrale (Testico)
Castello aperto del campo (Quiliano)
Stemma di Cogoleto
Stemma di Casanova Lerrone
Stemma di Castelbianco
Stemma di Toirano

## Attributi araldici
- aperto quando l'apertura della porta è di smalto diverso
- banderuolato quando munito di banderuole o pennoncelli svolazzanti
- chiuso quando la porta (chiusa) è di smalto diverso
- finestrato quando le finestre sono di smalto diverso
- merlato quando è munito di merli
- muragliato o murato quando le linee di commessura fra le pietre sono di smalto diverso
- torricellato quando è munito di torricelle

## Nel blasone spagnolo
Nell'araldica spagnola è generalmente rappresentato mattonato di nero, con tre torri merlate, quella centrale, chiamata anche dongione (torre del homenaje), più alta delle altre due.
Se il castello è blasonato d'oro, le porte e le finestre saranno di rosso; se è d'argento, porte e finestre saranno di nero; se il castello è di un colore, porte e finestre saranno di un metallo (oro o argento). Qualsiasi altro caso va blasonato.

Castello d'oro, chiuso e finestrato d'azzurro
Castello d'azzurro, aperto e finestrato d'oro
Castello d'oro (antico stemma di Sarroca de Bellera)
Castello d'oro, chiuso e finestrato d'azzurro (Regno di Castiglia)

Non va confuso con altre figure comuni nell'araldica spagnola chiamate domus, che hanno solo due torri, o il palazzo (palacio), senza alcuna torre e di norma con cinque finestre.

Domus d'oro, aperto del campo (Bardallur)
Palazzo

### Nell'araldica catalana
Negli stemmi della Catalogna, i merli delle torri terminano solitamente con un piccolo triangolo.

Castello
Castello d'argento (Alforja)
Domus aperto di nero (La Masó)
Palazzo (palau) aperto di rosso (Palol de Revardit)